# Mozu kofungun
Mozu kofungun (japanski: 百舌鳥古墳群) je skupina megalitskih tumula (kofuna) u gradu Sakai (Ōsaka, prefektura) u Japanu. Izvorno se sastojao od više od 100 grobnica, a preostalo je njih manje od 50%, okruglih i pravokutnih grobnica. Kofuni su raspoređeni na terasastom zemljištu s pogledom na zaljev Osaka, a slični tumuli nalaze se u obližnjim gradovima Habikino i Fujiidera. 
Kofunguni Mozu i Furuichi su upisani na UNESCOv popis mjesta svjetske baštine u Aziji 2019. godine jer „predstavljaju najbogatiji materijalni prikaz kofunskog razdoblja (sredina 3. st. - rano srednje 6. st.) japanske povijesti. Oni pokazuju razlike u društvenim klasama tog razdoblja i visoko sofisticirani pogrebni sustav privilegiranih”.

## Povijest i odlike
Kofunsko razdoblje (od oko 250. do 538. godine), koje se nastavlja na razdoblje Yayoi, predstavlja najstariji dio pisane povijesti Japana, prije nego što je japansko društvo postalo etablirana centralizirana država pod utjecajem kineske kulture. Ime je dobilo upravo po kofunima, megalitskim tumulima koji su bili karakteristični za to razdoblje. U tom razdoblju na većem dijelom zapadnog Honshūa i sjeverne polovice Kyūshūa izgrađeno je oko 20.000 kofuna (od oko 160.000 kofuna u Japanu i okolici). 
Kofuni skupine Mozu predstavljaju razdoblje „srednje kofunsko razdoblje” (kraj 4. do kraja 5. stoljeća) koje se smatra vrhuncem kofunskog razdoblja. Kofuni su u mnogim oblicima i dimenzijama s različitim uzorcima. Neki su jednostavnog kružnog ili kvadratnog oblika (empun i hōfun), a veći su u obliku ključanice (zempō kōenfun); oni predstavljaju najvišu klasu kofuna i građeni su pomno i raskošno. Tri glavne odlike ovih kofuna su njihova ogromna veličina i okruženost s nekoliko jarkova i mnogim sekundarnim kofunima.
Najistaknutiji u ovoj grupi kofuna su carski mauzoleji careva Nintokua i Richua. Grobnica cara Nintokua (Nintoku-tennō-ryō Kofun) ili Daisenryo Kofun (大仙陵 古墳; na slici desno) je najveći kofun u Japanu, izgrađen tijekom razdoblja od 20 godina sredinom 5. stoljeća. Kofun je oblika ključanice duge 486 m, 305 m široke u osnovici tlocrta, te promjera 245 m i oboda od 2,8 km. Iako se to ne može točno potvrditi, opće je prihvaćeno da je grobnica sagrađena za pokojnog cara Nintokua.
Grobnica cara Richūa (Richū-tennō-ryō Kofun) ili Kamiishizu Misanzai kofun ima tumul duljine 360 m, što ga čini trećim po veličini u Japanu.
Ove pogrebne gromile zajedno s ostacima pokojnika, sadržavaju i predmete od željeza, oružje, uključujući srtrijelice, mačeve, vrhove motika i lopata i mnoge druge slične predmete. U grobnicama se nalaze i starine izrađene od pozlaćene bronce, kao što su konjske uzde i kopče.
Danas je prilaz grobnicama zabranjen i štiti ih „Carska agencija za unutarnje poslove” u centru grada Sakaija. Ona održava jarke koji pružaju utočište ribama i vodenim pticama, a sami tumuli su u potpunosti obrasli vegetacijom. Vidikovac iz drugog (srednjeg) jarka dostupan je na južnoj strani mjesta, a udaljen je oko 500 m od autobusne postaje Mozu na liniji Hanwa i nalazi se izravno preko puta Gradskog muzeja Sakaija. Ovaj muzej posjetiteljima pruža više informacija o kofunima i njihovoj povijesti.
- Tadeiyama kofun
- Magodayuyama kofun
- Itasuke kofun
- Itasuke kofun iz zraka
- Osamezuka kofun

## Vanjske poveznice
|  | Zajednički poslužitelj ima još gradiva o temi Mozu kofungun |

- Stara baza grobnica, city.sakai.lg.jp (jap.)